# Наверека
Наверека (в верхней половине течении — Холоденка) — река в России, течёт по территории Псковского района Псковской области. Начинается на высоте 63 м над уровнем моря между деревнями Ажово и Губино. Устье реки находится на высоте 40 м над уровнем моря в 43 км по правому берегу реки Многи. Длина реки — 11 км.

## Данные водного реестра
По данным государственного водного реестра России относится к Балтийскому бассейновому округу, водохозяйственный участок реки — Великая. Относится к речному бассейну реки Нарва (российская часть бассейна).
Код объекта в государственном водном реестре — 01030000212102000029089.